# Кунцево (бывший город)
Ку́нцево — бывшее подмосковное село, позднее дачный посёлок, а с 1925 года город, вошедший в состав Москвы в 1960 году. C 1929 по 1960 год город Кунцево был центром Кунцевского района Московской области, в который входила почти вся территория нынешнего Западного административного округа Москвы и часть нынешнего Одинцовского района Московской области. Город являлся крупным промышленным центром, на момент вступления в состав Москвы население города составляло 128,7 тыс. человек. В конце XX века территория бывшего города была поделена между московскими районами Кунцево, Можайский, Филёвский Парк и Фили-Давыдково.
| 1859 | 1894 | 1916  | 1917 | 1920  | 1923  | 1926 | 1931 | 1936 | 1939 | 1959  |
| ---- | ---- | ----- | ---- | ----- | ----- | ---- | ---- | ---- | ---- | ----- |
| 0,4  | 0,5  | 2,167 | 3,0  | 3,276 | 4,032 | 8,94 | 25,6 | 40,6 | 61   | 128,7 |

## Название
- В словаре Даля сказано, что название «Кунцево» происходит от слова кунца — названия певчей пташки Раrus, синицы, так как все крестьяне в Кунцеве — птицеловы[4].
- Имеются предположения, что название «Кунцево» (писали также «Кунцово») происходит от древнерусских слов кунеть — хорошеть, кунка — хорошая, милая. В нём отразилась живописность этого места[5].
- По третьей версии — как и абсолютное большинство русских топонимов, название происходит от личного имени или прозвища Кунец[6] . В древности словом «куна» называлась шкурка куницы — эти шкурки весьма ценились и даже использовались как аналог денег. А словом «кунец» назывался купец, который торговал кунами. Соответственно деревню, принадлежащую кунцу, назвали — деревня чья? — Кунцева.
- По четвёртой — название «Кунцево» связано с тем, что в этой местности было много пушного зверя, в частности куниц.[источник не указан 1703 дня]

## История

### Кунцевское городище
Первые поселения человека на территории Кунцева относятся к Дьяковской культуре (V век до н. э. — VII век н. э.). Здесь находилось Кунцевское городище — укрепленный посёлок патриархального рода. Городище относится к одному из древнейших поселений на территории современной Москвы. Это место также называют «славянским» или «польским» кладбищем.
В результате раскопок открыты остатки жилых и хозяйственных наземных построек столбовой конструкции, а также системы укреплений из линий частокола. Многочисленные находки характеризуют хозяйство и быт скотоводов, охотников, ранних земледельцев и рыболовов. Найдены инструменты для литья цветных металлов, металлические украшения, изделия из кости, глины, железа. В XI—XIII веках Кунцевское городище населяли уже вятичи, занимавшиеся пашенным земледелием и скотоводством. Обнаружены орудия труда, предметы быта и ремесла, характерные племенные украшения.
В XIII—XVI веках на верхней площадке Кунцевского городища стояла деревянная, затем каменная церковь Покрова Богородицы что на Городище. В зоне бывшего церковного кладбища найдены белокаменные резные надгробия, монеты, металлические кресты и образки. Историк Москвы Иван Егорович Забелин, посетивший городище в 1840-х годах, лично нашёл могильную плиту с датой: «Лета 7065.1557 преставился». Более ранние плиты обычно вместо надгробной надписи имели только орнамент. Поселение с церковью на территории Кунцевского городища было разорено, вероятно, в годы Смуты начала XVII века.
Место, где находится Кунцевское городище, называется проклятым, так как считалось «языческим капищем» и с ним связан ряд преданий. Согласно одному из них, церковь Покрова Богородицы, которая стояла здесь, бесследно ушла под землю вместе с крестом всего за одну ночь. Также в руслах ручьёв вблизи городища можно и сейчас во множестве обнаружить называемые в народе «чёртовыми пальцами» окаменелости — белемниты. Свидетельством языческой культуры до XX века оставалась известная «баба» (глыба камня), очертаниями своими напоминающая человеческую фигуру. «Баба» стояла прежде посредине полуострова в дупле вяза, затем была перенесена в барский сад при усадьбе.
У городища рос дуб-великан в четыре обхвата, возраст дуба около тысячи лет. Этот феномен описал в «Жизни растений» К. А. Тимирязев, то есть это факт достоверный.
М. И. Воскресенский написал роман «Проклятое место» (1838), основные действия которого происходят на этом холме. Роман «Проклятое место» в своё время наделал много шума в среде читающей Москвы.
Кунцевское городище изображено на картине А. К. Саврасова «Осенний лес. Кунцево. (Проклятое место)», 1872 года.

### Село Кунцево
Первое упоминание о кунцевской местности относится к 1454 году, когда ростовский наместник Пётр Константинович упомянул в своём завещании деревню Ипскую, находившуюся вблизи Кунцева, на месте липовой рощи. Но ещё раньше, когда Москва стала Великим княжением, ближайшие к ней земли по берегам Москвы-реки принадлежали великокняжеским вотчинам. По некоторым данным, одним из первых владельцев Сетуньского стана, куда входила и территория современного Кунцева, был Владимир Андреевич, князь Серпуховской, внук Ивана Калиты и один из участников Куликовской битвы. Позже этими землями владел уже упомянутый боярин Пётр Константинович Ростовский, передавший Кунцево во владение Московскому Успенскому собору на «помин души».
В 1611—1612 годах во времена Смуты на Хорошёвских и Сетуньских лугах, близ Кунцева, стояли войска польского гетмана Жолкевского. В 1613 году к Кунцеву подошёл с войсками королевич Владислав, стремившийся овладеть московским престолом. Войска королевича были разбиты и отогнаны от Москвы русским ополчением.
Первое упоминание собственно о Кунцеве содержится в жалованной грамоте 1622 года, выданной царём Михаилом Фёдоровичем инокине кремлёвского Вознесенского монастыря Ирине Ивановне Мстиславской — сестре главы Семибоярщины боярина Фёдора Ивановича Мстиславского. После смерти брата Ирине Ивановне достались земли по берегам реки Хвилки с селом Фили, деревнями Гусарево, Ипское, Кунцово и Мазилово, и восемью пустошами. В Кунцове в то время был всего один двор, где жил «крестьянин Ивашка Иванов, да с ним бобыль Кирилка Никитин <…> У крестьянина было пашни середней земли полчетверика (1/16 десятины) в поле; да наездом он пахал три чети (1 ½ десятины); под перелогом и лесом было без малого 2 десятины; сена 15 копен; лесу непашенного 2 десятины». При этом Кунцово было названо в грамоте «старинною вотчиною князей Мстиславских», что свидетельствует, по мнению историков, о его принадлежности этому роду с начала XVI века.
По смерти княгини Мстиславской в 1639 году деревня Кунцево перешла в дворцовые владения. В 1649 году Кунцево, ставшее к тому времени пустошью, было продано царём Алексеем Михайловичем своему тестю Илье Даниловичу Милославскому, после того как его дочь Мария вышла замуж за царя. Кунцево было заселено крестьянами и превратилось в маленькое село. Сохранились сведения о том, что Алексей Михайлович любил охотиться в богатых дичью кунцевских лесах и, вероятно, неоднократно гостил в доме своего тестя.
После смерти боярина И. Д. Милославского в 1668 году Кунцево снова перешло в дворцовое владение. А в 1677 году было пожаловано царём Фёдором Алексеевичем Ивану Михайловичу Милославскому, племяннику прежнего владельца.
По смерти Ивана Милославского в 1685 году сельцо Кунцево было передано его дочери Федосье, вышедшей замуж за царевича Имеретинского. А после её смерти в 1689 году перешло по завещанию кремлёвскому Успенскому собору «на помин души» и было приписано к патриаршему селу Троице-Голенищево. В том же году соседние Фили, Мазилово, Гусарево и Ипское были пожалованы Петром I Льву Кирилловичу Нарышкину — брату царицы Натальи. На следующий год Лев Кириллович решил округлить свои владения и при посредничестве Андрея Матвеева выменял у патриарха Кунцево с Городищем и пустошами Плуткино и Резанцево. Лев Кириллович владел Кунцевом до своей смерти в 1705 году, затем оно перешло его малолетним сыновьям. В 1732 году наследники Льва Кирилловича разделили между собой его владения; при этом Кунцево досталось Александру Львовичу, который выстроил в усадьбе каменную церковь, устроил сады, оранжереи, проспекты.
С 1746 по 1799 год село и усадьба принадлежали его сыну — обер-шталмейстеру Екатерины II Льву Александровичу. В 1763 году императрица Екатерина посетила его в Кунцеве. В память об этом событии перед усадьбой была установлена мраморная колонна с вензелем императрицы. Следующий владелец Кунцева — Александр Львович — в усадьбе почти не бывал, проводя всё время в Петербурге и за границей.
В начале XIX века Кунцево стало популярным дачным местом, где отдыхали многие известные люди того времени. В Кунцеве жили и работали историки Н. М. Карамзин, Т. Н. Грановский, писатели Л. Н. Толстой, И. С. Тургенев, художники А. К. Саврасов, В. Г. Перов, И. Н. Крамской. В Кунцеве также находилась дача основателя Третьяковской галереи П. М. Третьякова. Бывал в Кунцеве и композитор П. И. Чайковский. О своей поездке в Кунцево 29 сентября 1867 года композитор писал: «Прелестное место… между прочим, записал там с голоса одной крестьянки превосходную песню». Песня эта — «Соловушка» — впоследствии была использована им в ряде музыкальных произведений.
Последним владельцем из этого рода был Василий Львович Нарышкин, который в 1865 году продал Кунцевское имение К. Т. Солдатёнкову. Другие части бывшего владения Нарышкиных приобрели купцы Солодовников и Смирнов. В 1890-х годах здесь был открыт летний театр, была так называемая «Чайная роща». В 1913 году Солдатёнковы построили на фундаменте нарышкинской церкви 1744 года новый храм Знамения Пресвятой Богородицы. В 1932 году храм был закрыт, отдельно стоящая колокольня разрушена. Храм был заново освящён в 1991 году (Большая Филёвская ул., 65).

### Посёлок Кунцево
В 1870 году южнее села прошла Московско-Брестская (ныне Белорусская) железная дорога, на которой в 1874 году была открыта для дачников полустанция Кунцево, а в 1900 году было построено каменное здание вокзала. В начале XX века о Кунцевском вокзале, который славился своим буфетом, ходила поговорка: «Из Кунцева голодным не уедешь»
Местность вблизи станции постепенно стала застраиваться дачами. В 1890-х годах на земле общества села Крылатского севернее железной дороги возник посёлок Старое Кунцево; в начале XX века была застроена территория южнее железной дороги, получившая название Новое Кунцево. На землях села Спас-Сетунь, на запад от Нового Кунцева, вырос посёлок Богдановка, названный по фамилии землевладельца Петра Ильича Богданова (район совр. Гвардейской улицы), южнее Можайского шоссе — Жуковка (в районе совр. ул. Вересаева). Рядом с ним приобрёл участок под дачи булочник Филиппов (территория современных стадиона и парка «Кунцево»). В Старом Кунцеве большой участок под застройку приобрёл владелец московской пуговичной фабрики Ксенофонт Абрамович Збук (территория возле Префектуры ЗАО).
Высокие доходы, которые приносило дачное предпринимательство, привлекали в Кунцево многих московских предпринимателей. «В Новом Кунцеве <…> арендатор, снявший 3—4 десятины по 12 коп. сажень, пересдаёт её мелкими участками суб-арендаторам по 50 коп. за сажень». Большинство же землевладельцев застраивали их деревянными доходными домами на 2 или 4 комнаты. Цены в посёлке Кунцево были очень демократическими по сравнению с дачами в селе Кунцево, но выше, чем в соседних Мазилове, Аминьеве, Давыдкове и Очакове. В 1912 году 2-комнатная квартира в Новом Кунцеве сдавалась за 10 рублей в сезон. Наём участка стоил 100 рублей за лето и 200 рублей в год.
Со временем в посёлке открылись почта, ресторан, каменные бани; появился синематограф, был построен деревянный театр по проекту Н. Д. Струкова, вдоль улиц устраивалось керосино-калильное освещение. Ещё в 1893 году на Можайском шоссе открылась Сетунская лечебница (ныне городская клиническая больница № 71). А в 1913 году на Полевой улице была открыто Кунцевское коммерческое училище.. В 1914 году впервые были замощены часть Московской (Ивана Франко), Лесной (Красных зорь) улиц и Полевая (Багрицкого) улица. (Однако большинство улиц и проездов продолжали утопать в грязи ещё много лет.)
В 1910-е годы в Старом Кунцеве, возле станции, снимали на лето дачи Ф. О. Шехтель, В. В. Маяковский, Казимир Малевич. Постоянными гостями в доме Малевича были Маяковский, А. Кручёных, М. Матюшин, А. Моргунов, Иван Клюнков, Давид и Николай Бурлюки. Здесь разрабатывалась теория футуризма; здесь летом 1915 года Малевич написал свою первую беспредметную композицию — Чёрный квадрат и другие картины первой футуристической выставки «0, 10». В 1916 году и Давид Бурлюк тоже решил поселиться в Кунцеве и купил себе дом на углу Главной (Ращупкина) и Полевой (Багрицкого) улиц.
В 1909 году в Кунцеве возникла небольшая обитель Серафима Саровского, как подворье Крестовоздвиженской Полунинской женской общины Рязанской епархии. Подворье даже называлось «Кунцевским монастырём». В советское время здание храма занимал кунцевский филиал завода им. Сакко и Ванцетти. В 1997 году на территории подворья рядом с разрушенным храмом был построен небольшой временный храм с колокольней, он расположен по адресу улица Багрицкого, д. 10, к. 3. Рядом с временным храмом находятся фрагменты фундамента прежнего храма. Восстановлению большого храма на старом месте мешает то, что документы на весь земельный участок на данный момент за Церковью полностью не закреплены.

#### Развитие промышленности
На юг и запад от дачного посёлка, вдоль реки Сетунь, на земле общества крестьян села Спас-Сетунь, возникло несколько фабрик и заводов.
В 1858 году на восьмой версте от Москвы и в 1 ½ верстах от ст. Кунцево, была построена коврово-ткацкая фабрика «Товарищества Спасо-Сетунской мануфактуры ковровых изделий» Ивана Пешкова (ныне — Кунцевский деревообрабатывающий завод, ул. Гжатская, 9 и ул. Верейская, 14).
В 1886 году на левом берегу реки, напротив села Спас-Сетунь, была основана фабрика по производству ультрамариновой краски К. Фрейнда и Н. Дешана, проданная затем британскому подданному Франку Реддавею, открывшему в её корпусах фабрику ремней, брезентов, клеёнок и непромокаемых тканей, а после революции получившая название фабрика им. Ногина (Ныне — фабрика «Искож»). В 1908 году здесь работало 300 человек, в 1916 году — 570 человек. По этой фабрике называлась улица Ногина (ныне Витебская улица).
В 1898 году на том же берегу, ниже по течению, началось строительство фабрики «Акционерного общества Московской шерстоткацкой мануфактуры» Софии Саксе. В течение 2 лет были построены 4-этажный ткацкий и 2-этажный красильный корпуса, одноэтажные котельная и машинное отделение (ул. Петра Алексеева, 12, стр. 1), 3-х этажные кирпичная казарма для рабочих и жилой дом для служащих (ул. Петра Алексеева, 3), деревянные больница, родильное отделение и амбулатория. В новом производстве, официально введённом в строй 18 сентября 1900 года, предусматривалось использование труда 600 рабочих, которые проживали в спальном корпусе при фабрике. Техническим новшеством было применение паровой машины в 150 лошадиных сил, которая приводила в движение через трансмиссию 254 ткацких станка для выработки лёгких шерстяных тканей. В целях охраны окружающей среды отработанные воды красильного отделения поступали в прудотстойник, а затем через колодец с коксовым фильтром сбрасывались в речку Сетунь. На фабрике вырабатывались и красились шерстяные и полушерстяные изделия. В 1914 году здесь трудилось 908 человек, из них 678 рабочих. После Октябрьской революции фабрика Саксе была переименована в Кунцевскую ткацко-отделочную фабрику, затем в Кунцевскую камвольную фабрику № 14, а с 31 июля 1970 года стала головным предприятием Московского производственного камвольного объединения «Октябрь».
В 1911 году Российско-бельгийское товарищество патронных заводов построило в Кунцеве (на правом берегу Сетуни, напротив фабрики Саксе) небольшой завод, производивший пистоны и капсюли для ружей. В 1916 году здесь трудилось 200 рабочих. В 1963 году он был переименован в Кунцевский механический завод (КМЗ), а в 1971 году в Московский радиотехнический завод (МРТЗ), известный производством телевизоров марки «Юность».
На правой же стороне Сетуни, выше по течению (напротив фабрики «Ф. Реддавей»), была построена ещё одна бумаго- и шерстоткацкая фабрика торгового дома «Н. С. Смирнова и Ко». (В 1916 году — 75 рабочих). В 1908 году в нескольких её корпусах обосновалась игольная фабрика (после революции — игольно-платинный завод им. КИМ, затем — Мосточлегмаш). Рядом с ней разместилась суконно-ткацкая фабрика прусского подданного Николая Шульца, позднее — фабрика Л. Я. Гинзбург. (В 1916 году — 157 рабочих).
В 1915 году был основан кожевенный завод (после революции — «им. Серёгина»).

#### После революции
В 1917 году, после проведения административно-территориальной реформы, Кунцево стало центром новообразованной Кунцевской (а с октября 1918 г. — Козловской) волости, в состав которой вошли территории бывших Хорошёвской и Троице-Голенищевской волостей.
В декабре 1917 года в Кунцевской волости началась реализация Декрета о земле: земельными комиссиями были конфискованы помещичьи землевладения Н. Г. Солдатенковой, Е. И. Смирновой, Е. Ф. Шелапутиной, И. Г. Гурьева, Русско-Балтийского вагоноремонтного завода. После принятия 19 февраля 1918 г. Декрета о социализации земли были конфискованы
и другие крупнейшие землевладения: М. Ф. Мартынова (23 дес. лесных угодий), Анина (39 дес. пашни), Громова (17 дес. лесных угодий), Филиппова, Хилкова и др. Всего в посёлке Кунцево было изъято 24 владения, а по Козловской волости в целом — 72 участка. Одновременно были описаны земельные угодья акционерных компаний Саксе, Раддавей, Русско-Бельгийского патронного завода. Большинство предприятий или совсем прекратили работу, или сократили производство в десятки раз; другие были заброшены, их имущество разграблено. Так, на бывшей фабрике С. Саксе в 1920 году из 678 осталось 284 рабочих, которые производили в день 1129 метров ткани против 7979 метров в 1913 году. Только игольно-платинный завод, на котором поселились эвакуированные в 1914 году из Риги латыши, был спасён ими от разграбления и продолжал работать в полную силу.
Конфискованные земли перераспределялись уездным Советом между без- и малоземельными крестьянами по уравнительно-трудовому принципу под пашни, огороды, покосы. На бывших дачных и фабричных участках стали выращивать картошку, капусту и другие овощи. Однако в условиях гражданской войны многие крестьяне были не в состоянии обработать свои участки, забрасывали их или нелегально сдавали в аренду. В начале 1920-х годов в Козловской волости на одного едока приходилось 0,34 десятины земли — в три раза меньше, чем по Московской губернии в целом (0,99 десятины). Таким образом, несмотря на национализацию земли, проблема малоземелья не была решена.
Земли в районе Старого Кунцева, Рублёвского шоссе, Смирновского и Солдатенковского парков оказались в распоряжении ведомства ЦК РКП(б). Здесь поселились ответственные работники и члены их семей, отдыхали Ленин, Свердлов, Цюрупа, Рязанов и другие. В 1918—1920 годах В. И. Ленин несколько раз приезжал в Кунцевский волостной исполком (бывшая дача банкира Юнкера; проезд Загорского, д. 23) и выступал с речами перед рабочими.
В 1920 году в Кунцеве было 258 домовладений, 570 квартир и 3270 жителей. В 1923—367 домовладений, 610 квартир и 4032 жителя; в 1926-м — 607 владений, 1388 квартир и 8733 жителей.

### Город Кунцево
Постановлением ВЦИК от 17 августа 1925 года посёлок Кунцево (пл. 307 га) с Большой Сетунью (пл. 15 га) получил статус города. «Иллюстрированный путеводитель по окрестностям Москвы» 1926 года сообщал, что в Кунцеве расположены 650 дач, из которых 216 муниципализированы, а 434 принадлежат частным лицам. В 1927 году в городе проживало уже 9205 человек (из них рабочих было 56 %, служащих — 41 % и прочих — 3 %). Имелось 840 дач (240 муниципализированных и 600 частновладельческих). При этом 70 % участков принадлежало приезжим из Москвы и 30 % — местному населению. Были водопровод, 15 колодцев и электричество. В 1927 году был построен дворец культуры «Заветы Ильича» (Можайское шоссе, 13). В том же году через Кунцево от ж/д платформы Сетунь до Москвы по Можайскому шоссе стал ходить рейсовый автобус. Около ж/д станции Кунцево располагался городской рынок.
Необычайный рост населения в условиях жилищной тесноты (4,7 м². на человека), высокий спрос на строительство и отсутствие свободных площадей для застройки (ежегодно требовалось 300—400 новых участков) побудили Горсовет в 1927 году просить о расширении городских границ за счёт прилегающих территорий. Первоначально Горсовет рассчитывал расширить свои границы до 1000 га. Однако после многочисленных жалоб жителей окрестных деревень, не желавших отдавать свои поля и леса под застройку, ему пришлось отказаться от присоединения дер. Малая Сетунь, земель села Крылатского, Смирновского парка, села Кунцево и дер. Давыдково. Постановлением Президиума ВЦИК от 17 декабря 1928 года к городу были присоединены:
А). 1. Пистонный завод «Всекотхотсоюза», 2. Кунцевская фабрика камвольного треста (бывш. С. Саксе), 3. Ф-ка им. т. Ногина треста Техноткань (бывш. Ф. Раддавей), 4. Игольная ф-ка Акц. Общества «Кардо-лента», 5. Ф-ка бывш. Гинзбург, 6. Бывш. Кожевенный завод. (Общей площадью 142 га);
Б). Семь участков земли Государственных земельных имуществ пл. 120 га; В). Пять участков земли трудового пользования: отрубные участки Коршунова (23 га), Благова (3 га), Орловых и Криворотовых (12 га), Савина и Петрова (11 га), посёлок сел.-хоз. артели «Отрада» (11 га). Всего 324 га. Общая площадь города после присоединения новых территорий составила 646 га.
К середине 1920-х годов было закончено восстановление заброшенных фабрик, уровень производства достиг довоенного уровня. Начался рост. На шерстоткацкой фабрике в 1927 г. трудилось уже 1195 рабочих, в 1929—1750. Был выстроен новый производственный корпус (ул. Петра Алексеева, 12, стр. 2), построено 7 новых жилых домов. Рядом вырос кооперативный посёлок из одно- и двухэтажных домов. Обеспеченность жилплощадью на фабрике достигла 7,37 м². на одного взрослого человека.
На фабрике им. Ногина в 1930 году трудилось уже 1713 рабочих и 160 служащих.
На базе Игольной фабрики в 1927 году был создан завод Мосточлегмаш, производящий иглы и платины для трикотажной промышленности. Революционными темпами были выстроены новые корпуса. В 1931 году здесь работало 474 чел., в 1933—1420, в 1933 — ок. 3000 человек.
Был восстановлен пистонный завод. В 1920-е годы он стал производить патроны для охотничьих ружей. А в 1932 году завод «Красный снаряжатель» был передан в ведение Наркомата обороны, реконструирован, расширен и начал массовый выпуск боевых патронов для армии.
Возникло несколько новых предприятий: 1. Промышленное кооперативное товарищество «Кунцевский пищевик» (в 1927 году); 2. Промышленное кооперативное товарищество «Резиносвязь», производившее одежду и обувь (1929 г.); 3. Кооперативная промышленная артель «Кунцевский обувщик» (1932 г.); 4. Кунцевский карьер, занимавшийся добычей минералов.
К концу 1930-х годов Кунцево был небольшим подмосковным городом, со всех сторон окружённым деревнями и сёлами (Кунцево, Мазилово, Давыдково, Сколково, Крылатское, Волынское, Троекурово, Матвеевское, Аминьево), имел развитую производственную (заводы и фабрики) и социальную (больницы, детские сады, школы, клубы, городской парк) инфраструктуру.
С 1929 года город Кунцево стал районным центром Московской области. Накануне Великой Отечественной войны в состав Кунцевского района Московской области входили Внуково, Переделкино, Тёплый Стан, Тропарёво, Никулино, Очаково, Одинцово и Барвиха.
В 1937—1938 годах по району прокатилась волна политических репрессий, организованных Кунцевским районным отделом НКВД в рамках большого террора. В здании райотдела НКВД (располагавшемся в деревянном доме № 5 по проезду Загорского) было арестовано по сфабрикованным делам и осуждено по 58-й статье около 1000 «врагов народа» (документально подтверждено 560), более 300 человек были приговорены к расстрелу.
Осенью 1941 года, когда возникла угроза захвата немецкой армией Москвы, кунцевские предприятия были эвакуированы на восток. На восточной окраине города построен оборонительный рубеж. В Кунцевском районе сформированы два батальона народного ополчения (вошедшие в состав 21-й Московской дивизии народного ополчения Киевского района), воевавшие под Каширой, Тулой, Алексиным, затем на Орловско-Курской дуге, в боях за Чернигов, Холм, Люблин, Варшаву и Берлин. Уже в 1942 году некоторые предприятия стали возвращаться в Кунцево. Тогда же был создан институт НИЭМИ, занимавшийся разработкой систем наведения огня и радиолокационных систем.
На западной окраине города, рядом с современной платформой Рабочий посёлок был организован лагерь немецких военнопленных, которые построили здесь новый квартал жилых домов, среди жителей получивший название Страна Лимония.
В 1950-е годы к северу от города был построен посёлок Загородной больницы.
В 1952 году город Кунцево был отнесён к категории городов областного подчинения.

### В составе Москвы
По указу Верховного Совета СССР «О расширении границ Москвы» в августе 1960 года город Кунцево вместе с окружающими его деревнями и территориями был включён в состав Киевского района Москвы. А в 1969 году был образован отдельный Кунцевский район. В 1965 году на Филёвской линии метро была открыта станция «Кунцевская».
После включения в состав Москвы эта территория стала районом массовой жилищной застройки. Проект планировки и застройки Кунцева был разработан под руководством архитектора В. Г. Гельфрейха (архитекторы М. В. Адрианов, А. В. Афанасьев, В. П. Соколов, М. А. Чесаков и др.).
К середине 1970-х годов большая часть дачной застройки бывшего города была ликвидирована. Сохранились лишь дачи по Тюльпанной улице и улице Козлова, а также по два деревянных дома на улице Петра Алексеева и Проезде Загорского. C 1991 года территория бывшего города Кунцево поделена между муниципальными округами Фили-Давыдково, Кунцево и Можайский (Южное Кунцево), с 1995 года получившими статус районов.

## Известные люди, жившие в Кунцеве
- Багрицкий, Эдуард Георгиевич — советский поэт, жил в Кунцеве в 1926—1932 по адресу Пионерская улица (ныне улица Багрицкого), 5 (не сохр.)[55].
- Блинников Сергей Капитонович — советский актёр театра и кино, театральный режиссёр, педагог. Народный артист СССР (1963). Лауреат двух Сталинских премий (1949, 1951).
- Воскресенский, Михаил Ильич — русский писатель.
- Гайдар, Аркадий Петрович — советский писатель, жил в Кунцеве в 1927—1931 по адресу Бол. Кунцевская ул., 26 (не сохр.).
- Грузинов, Иван Васильевич — русский поэт, критик, участник группы имажинистов, умер в Кунцеве от голода в 1942.
- Есенин, Сергей Александрович — русский поэт.
- Забелин, Иван Егорович — русский историк и археолог.
- Карамзин, Николай Михайлович — русский историк.
- Козлов, Иван Иванович — русский поэт.
- Левиков, Валерий Зиновьевич — советский дипломат; с сентября 1941 года в составе отряда подрывников принимал участие в строительстве оборонительных сооружений под Москвой, в районе Кунцева[56].
- Малевич, Казимир Северинович — русский художник. 21 июня 1915 года Малевич написал в Кунцеве картину «Чёрный квадрат» — самую знаменитую картину Русского авангарда.
- Маяковский, Владимир Владимирович — русский и советский поэт, жил в Кунцеве в 1912—1913 по адресу 2-й Московский пер., 5 (не сохр.).
- Огарёв, Николай Платонович — русский общественный деятель.
- Ращупкин, Андрей Иванович — стрелок-радист танкового экипажа, Герой Советского Союза.
- Саврасов, Алексей Кондратьевич — русский художник.
- Строганов, Сергей Григорьевич — граф, русский общественный деятель.
- Третьяков, Павел Михайлович — русский коллекционер картин.
- Тургенев, Иван Сергеевич — русский писатель.
- Чайковский, Пётр Ильич — русский композитор.
- Шаламов, Варлам Тихонович — русский поэт и прозаик, работал на кожевенном производстве в 1920-е, до поступления в университет.

## Кунцево в литературе и искусстве
Кунцево описывается в следующих произведениях:
- Багрицкий Э. Г. «Смерть пионерки»;
- Гайдар А. П. «Тимур и его команда»[57];
- Козлов И. И. «Безумная»;
- Огарёв Н. П. «Моя исповедь»;
- Тургенев И. С. «Накануне»;
- Воскресенский М. И. «Проклятое место»[58].

Природа Кунцева изображена на картине:
- Саврасов А. К. «Вид в селе Кунцеве под Москвой»

## Галерея
- Кунцево и окрестности на карте 1860 г.
- Кунцево на топографической карте 1939 г.
- Город Кунцево на плане 1940 г.
- Здание казармы для рабочих фабрики Ф. Реддавей, 1902 г. (Витебская ул., 7)
- Производственные здания фабрики «Франк Реддавей и Ко» (Витебская ул., 9)
- Деревянный дом (улица Петра Алексеева, 5а)
- Деревянный дом в стиле неоклассицизм (проезд Загорского, 10)
- Дом культуры «Заветы Ильича», конструктивизм, 1927 г. (Можайское ш., 13)
- Сталинский дом (ул. Боженко, 14 к. 1)
- Застройка в посёлке Большая Сетунь (ул. Толбухина, 12 к. 1)
- Здание Кунцевского волисполкома. (проезд Загорского, 23)
- Шерстоткацкая фабрика С. Саксе. Главный производственный корпус, 1900 г. (ул. Петра Алексеева, 12)
- Бывш. Кунцевское коммерческое училище, затем - школа № 1 города Кунцево, постр. 1913 г. (ул. Багрицкого, 4)
- Сетуньская лечебница, ныне больница № 71. (Можайское ш., 14 стр.1 и 2)
- Бывшее Сетунское земское училище, 1906 г. (ул. Сафоновская, 13)
- Бывшее здание конюшни при нефтекачке на ст. Кунцево (ул. Ивана Франко, 2)